# 常设角色
常设角色是一種通常存在於黃金時段的電視連續劇中出现的角色，此個角色在電視劇中不時出現。又稱配角或循環角色。常设角色在节目的一集中占有主要地位，有時會成為故事焦點。這個角色的出現频率通常依靠人氣。
常设角色通常以某集中的客串角色開始，但如果情節或表演足够吸引人，则會在未來劇集中繼續出現。
有時，常设角色或稱為主要角色之一；比如一些角色有時叫做越獄角色（breakout character）。一些值得注意的原來是常设角色，都來成為主要角色的例子是Leo Chingkwake 在 That '70s Show, Oz 在 《魔法奇兵》, Zack Allan 在 Babylon 5, Franklin Mumford 在 My Wife and Kids, Steve Urkel 在 Family Matters, Donna Moss 在 《白宮風雲》, 以及Michelle Dessler 與 Chloe O'Brian 在《24 小時反恐任務》。有時，常设角色会獲得他們自己的派生系列節目，比如原本是Cheers的常设角色的Dr. Frasier Crane。

在喜劇小品中，常设角色通常是主要部分。例如。在喜劇小品系列Your Show of Shows中，Sid Caesar经常使用的概念：
當我們建立和發展我們的喜劇小品，我們將尋找戲劇的新類型。我們喜歡常设角色和主題的想法。這給我們一些可以開始或一些可以聯繫起觀眾的東西。
——Sid Caesar, Caesar's Hours: My Life in Comedy, with Love and Laughter